# Los caminantes (álbum)
Los Caminantes es un EP de la banda argentina Shaila.

## Lista de canciones
1. "Los Caminantes"
2. "Paralogismo en 6"
3. "No Soy Rock"
4. "Ahora y Siempre"
5. "Guernica"

- Datos: Q5979440